# Aphylax
Aphylax is een kevergeslacht uit de familie van de boktorren (Cerambycidae). De wetenschappelijke naam van het geslacht werd voor het eerst geldig gepubliceerd in 1869 door Lacordaire.

## Soorten
Aphylax is monotypisch en omvat slechts de volgende soort:
- Aphylax lyciformis (Germar, 1824)